# Devihalli, Alur
Devihalli là một làng thuộc tehsil Alur, huyện Hassan, bang Karnataka, Ấn Độ.